# Sanson-Campagnolo
La Sanson-Campagnolo, già Springoil e Filotex, era una squadra maschile italiana di ciclismo su strada, attiva tra i professionisti dal 1963 al 1980.
Diretta per diciassette anni da Waldemaro Bartolozzi, la squadra fu portata al successo, dal 1973 al 1980, dal trentino Francesco Moser, capace di vincere tre Parigi-Roubaix, due Giri di Lombardia e numerose tappe al Giro d'Italia. Altri campioni che vestirono la maglia del team furono Franco Bitossi (1963-1972), Italo Zilioli (1968-1969), Ole Ritter (1974-1976) e Roger De Vlaeminck (1978).
Dal 1965 al 1975 primo sponsor fu Filotex, azienda tessile con sede a Prato; dal 1976 al 1980 il nome del team fu invece quello dell'azienda veronese di gelati Sanson.

## Cronistoria

### Annuario
| Anno | Codice | Nome                       | Cat. | Biciclette        | Dirigenza                                             |
| ---- | ------ | -------------------------- | ---- | ----------------- | ----------------------------------------------------- |
| 1963 | -      | Springoil-Fuchs            | Pro  | Fuchs             | Dir. sportivi: Antonio Giusti, Faliero Masi           |
| 1964 | -      | Springoil-Fuchs            | Pro  | Fuchs             | Dir. sportivi: Waldemaro Bartolozzi                   |
| 1965 | -      | Springoil-Fuchs Filotex    | Pro  | Fuchs             | Dir. sportivi: Waldemaro Bartolozzi                   |
| 1966 | -      | Filotex                    | Pro  | Fiorelli          | Dir. sportivi: Waldemaro Bartolozzi                   |
| 1967 | -      | Filotex                    | Pro  | Taurus            | Dir. sportivi: Waldemaro Bartolozzi                   |
| 1968 | -      | Filotex                    | Pro  | Taurus            | Dir. sportivi: Waldemaro Bartolozzi                   |
| 1969 | -      | Filotex                    | Pro  | Taurus            | Dir. sportivi: Waldemaro Bartolozzi                   |
| 1970 | -      | Filotex                    | Pro  | Taurus            | Dir. sportivi: Waldemaro Bartolozzi                   |
| 1971 | -      | Filotex                    | Pro  | Taurus            | Dir. sportivi: Waldemaro Bartolozzi                   |
| 1972 | -      | Filotex                    | Pro  | Filotex           | Dir. sportivi: Waldemaro Bartolozzi                   |
| 1973 | -      | Filotex                    | Pro  | Moser (De Rosa)   | Dir. sportivi: Waldemaro Bartolozzi, Enzo Moser       |
| 1974 | -      | Filotex                    | Pro  | Moser (De Rosa)   | Dir. sportivi: Waldemaro Bartolozzi                   |
| 1975 | -      | Filotex                    | Pro  | Benotto (De Rosa) | Dir. sportivi: Waldemaro Bartolozzi, Giorgio Vannucci |
| 1976 | -      | Sanson                     | Pro  | Benotto (De Rosa) | Dir. sportivi: Waldemaro Bartolozzi, Giorgio Vannucci |
| 1977 | -      | Sanson                     | Pro  | Benotto (De Rosa) | Dir. sportivi: Waldemaro Bartolozzi, Giorgio Vannucci |
| 1978 | -      | Sanson-Campagnolo          | Pro  | Benotto (De Rosa) | Dir. sportivi: Waldemaro Bartolozzi, Giorgio Vannucci |
| 1979 | -      | Sanson-Luxor TV-Campagnolo | Pro  | Moser (De Rosa)   | Dir. sportivi: Waldemaro Bartolozzi, Giorgio Vannucci |
| 1980 | -      | Sanson-Campagnolo          | Pro  | Moser (De Rosa)   | Dir. sportivi: Waldemaro Bartolozzi, Giorgio Vannucci |

## Palmarès

### Grandi Giri
- Giro d'Italia

Partecipazioni: 17 (1963, 1964, 1965, 1966, 1967, 1968, 1969, 1970, 1971, 1972, 1973, 1974, 1976, 1977, 1978, 1979, 1980)
Vittorie di tappa: 43
1964: 4 (4 Franco Bitossi)
1965: 3 (2 Guido Carlesi, Franco Bitossi)
1966: 2 (2 Franco Bitossi)
1967: 2 (Franco Bitossi, Marcello Mugnaini)
1968: 3 (2 Franco Bitossi, Italo Zilioli)
1969: 4 (2 Bitossi, Colombo, Zilioli)
1970: 4 (4 Franco Bitossi)
1971: 1 (Franco Bitossi)
1972: 1 (Ugo Colombo)
1973: 1 (Francesco Moser)
1974: 1 (Ugo Colombo)
1976: 4 (3 Francesco Moser, Sigfrido Fontanelli)
1977: 2 (Mario Beccia, Claudio Bortolotto)
1978: 4 (4 Francesco Moser)
1979: 4 (3 Francesco Moser, Claudio Bortolotto)
1980: 2 (Francesco Moser, Carmelo Barone)
Vittorie finali: 0
Altre classifiche: 11
1964: Scalatori (Franco Bitossi)
1965: Scalatori (Franco Bitossi)
1966: Scalatori (Franco Bitossi)
1969: Punti (Franco Bitossi)
1970: Punti (Franco Bitossi)
1976: Punti (Francesco Moser)
1977: Punti (Francesco Moser), Giovani (Mario Beccia)
1978: Punti (Francesco Moser)
1979: Scalatori (Claudio Bortolotto), Squadre
- Tour de France

Partecipazioni: 2 (1966, 1975)
Vittorie di tappa: 5
1966: 3 (2 Franco Bitossi, Marcello Mugnaini)
1975: 2 (2 Francesco Moser)
Vittorie finali: 0
Altre classifiche: 1
1975: Giovani (Francesco Moser)
- Vuelta a España

Partecipazioni: 0

### Classiche monumento
- Milano-Sanremo: 1

1978 (Roger De Vlaeminck)
- Parigi-Roubaix: 3

1978, 1979, 1980 (Francesco Moser)
- Giro di Lombardia: 4

1967, 1970 (Franco Bitossi); 1975, 1978 (Francesco Moser)